# Н (самолёт)
Н — проект модификации самолёта Ан-8.

## Предназначение
Задумывался как пассажирский вариант самолёта Ан-8, причём обе модели разрабатывались одновременно. Данный самолёт предназначался для перевозки от 30 до 46 пассажиров с багажом в условиях повышенного комфорта в двух салонах и в спальных двухместных кабинах, или же 57 пассажиров в обычном варианте. В грузопассажирском варианте можно было перевозить 15 пассажиров и 5000 кг грузов, а в чисто транспортном от 4000 до 7700 кг грузов в зависимости от дальности полёта. В 1955 был построен натурный макет, но дальнейших работ по самолёту «Н» не проводилось, так как было принято решение о разработке Ан-10.

## Конструкция
В носовой части самолёта имеются два боковых окна для обеспечения обзора штурману. Основные опоры шасси убираются в фюзеляж вдоль размаха крыла по направлению к плоскости симметрии. Для предохранения фюзеляжа от повреждений при посадке имеется убирающаяся хвостовая опора. Без гермоперегородки, разделяющей пассажирскую кабину на два салона, самолёт превращается в транспортный с грузовым отсеком длиной 18 м, шириной 2,5 м и высотой 2,3 м. Загрузка и выгрузка крупногабаритных грузов осуществляются через грузовой люк (длина 4 м, ширина от 1,4 до 2,1 м), а мелких грузов через двери размером 800×1600 мм с обоих бортов.

## Характеристики
- максимальная взлётная масса — 39 тонн;
- максимальная скорость — от 650 до 700 км/ч;
- дальность полёта с нагрузкой 4000 кг — 3500 км;
- практический потолок — от 9 до 11 км;
- длина разбега — 650 м, длина пробега такая же.